# Chuchel
Chuchel (německy Chuchel) je vesnice, část obce Jeřišno v okrese Havlíčkův Brod. Nachází se asi 1,5 km na severozápad od Jeřišna. V roce 2009 zde bylo evidováno 52 adres. V roce 2001 zde trvale žilo 58 obyvatel.
Chuchel je také název katastrálního území o rozloze 2,47 km2.

## Místní části
Součástí Chuchle jsou osady Strakov a Chalupy.

## Přírodní zajímavosti
Osada Chuchel leží na hranici chráněné krajinné oblasti Železné hory. Nad vsí se nachází přírodní památka Chuchelská stráň, která chrání zachovalá, druhově bohatá teplomilná travinná společenstva sveřepových luk s mozaikou křovin na jižně orientované opukové stráni.

## Fotogalerie

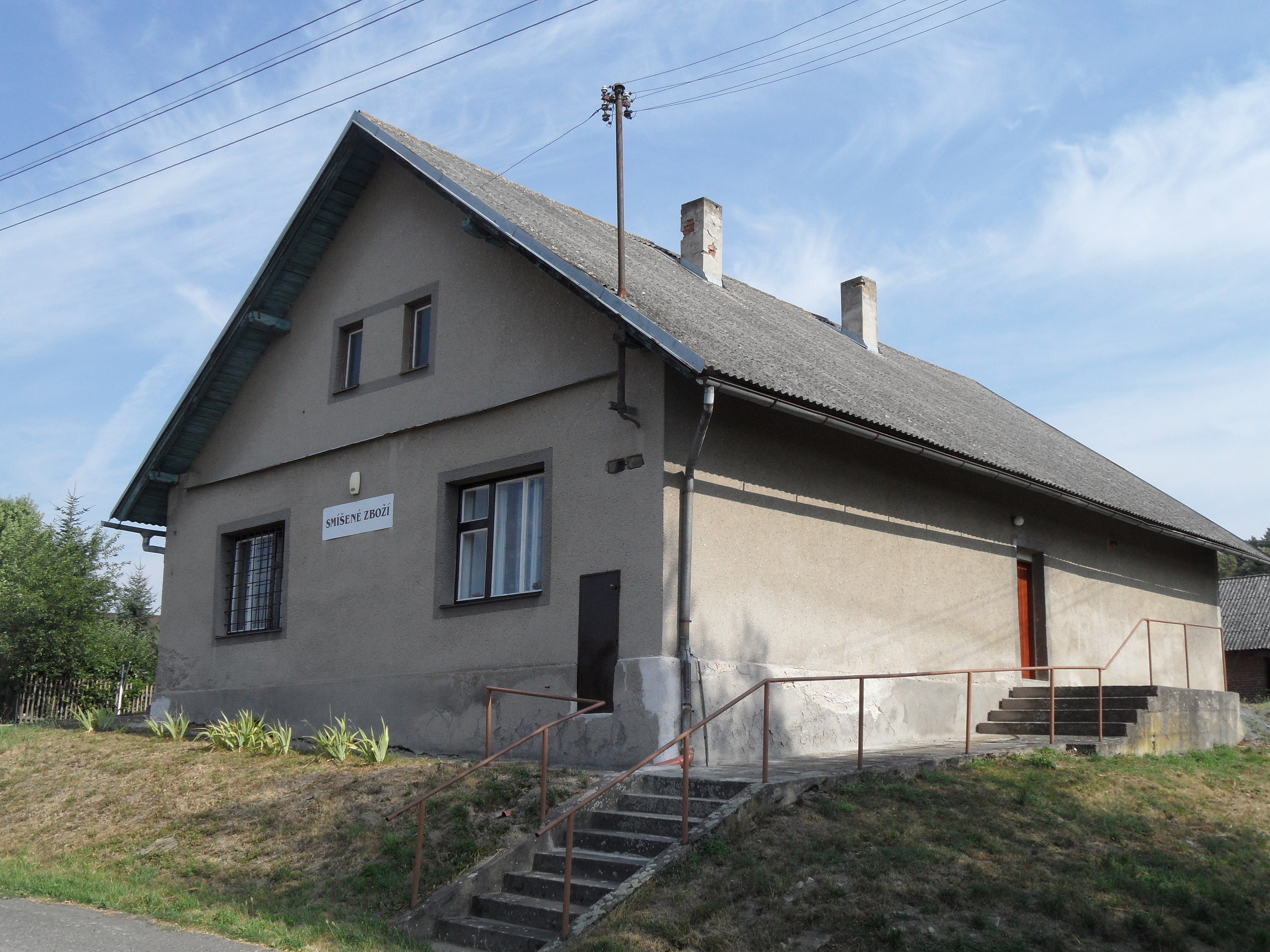
Smíšené zboží
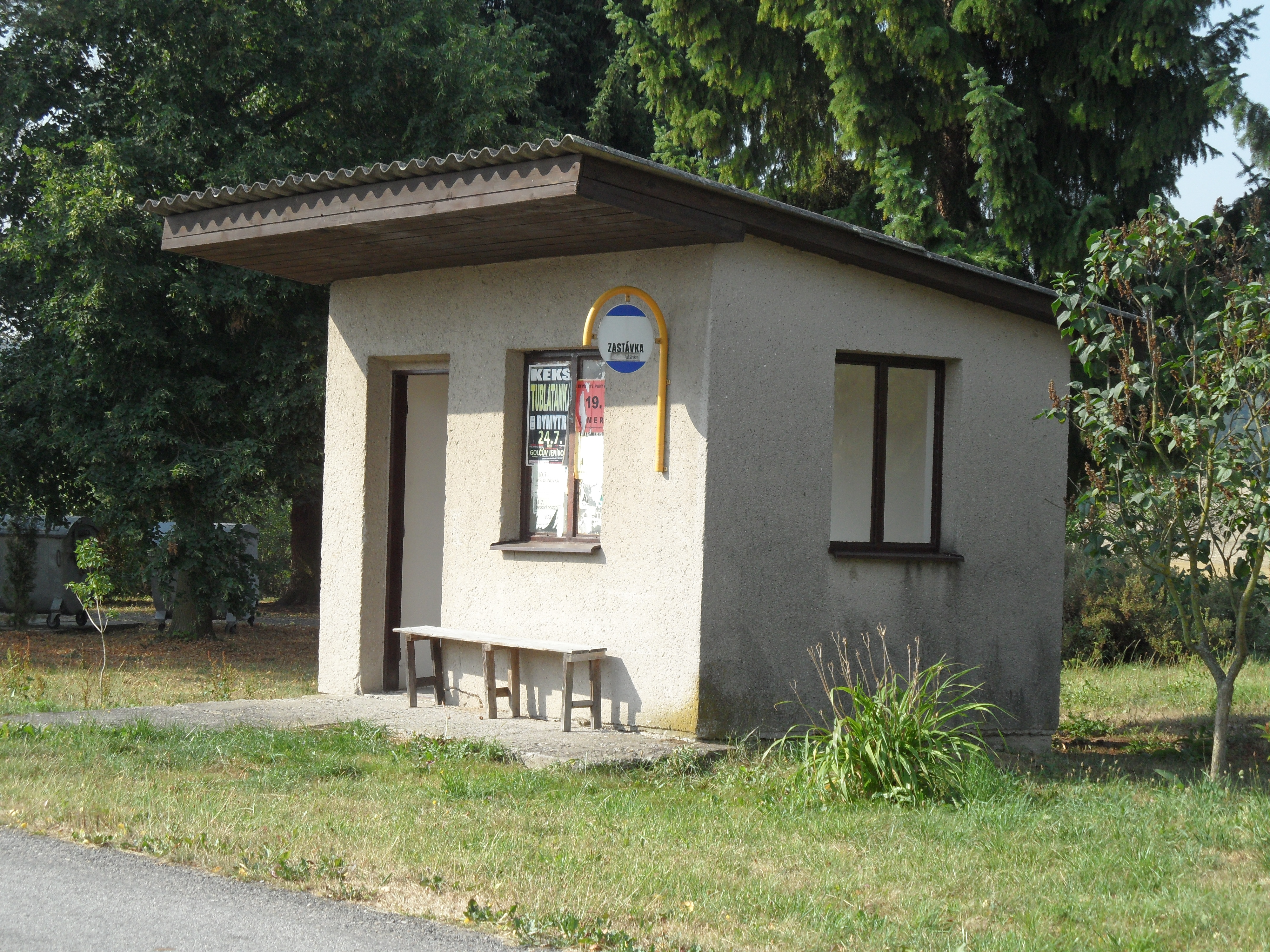
Autobusová zastávka
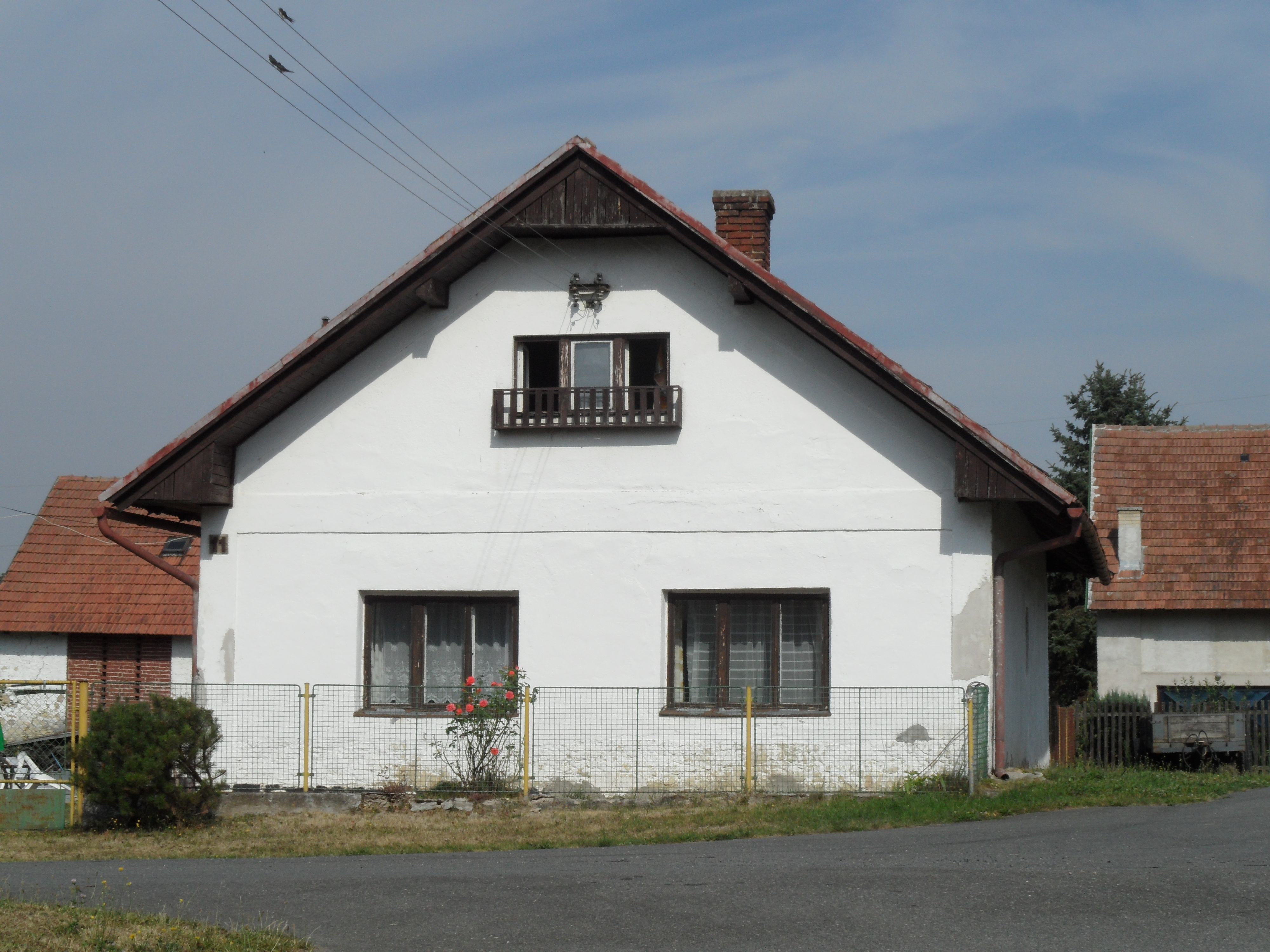
Dům čp. 11
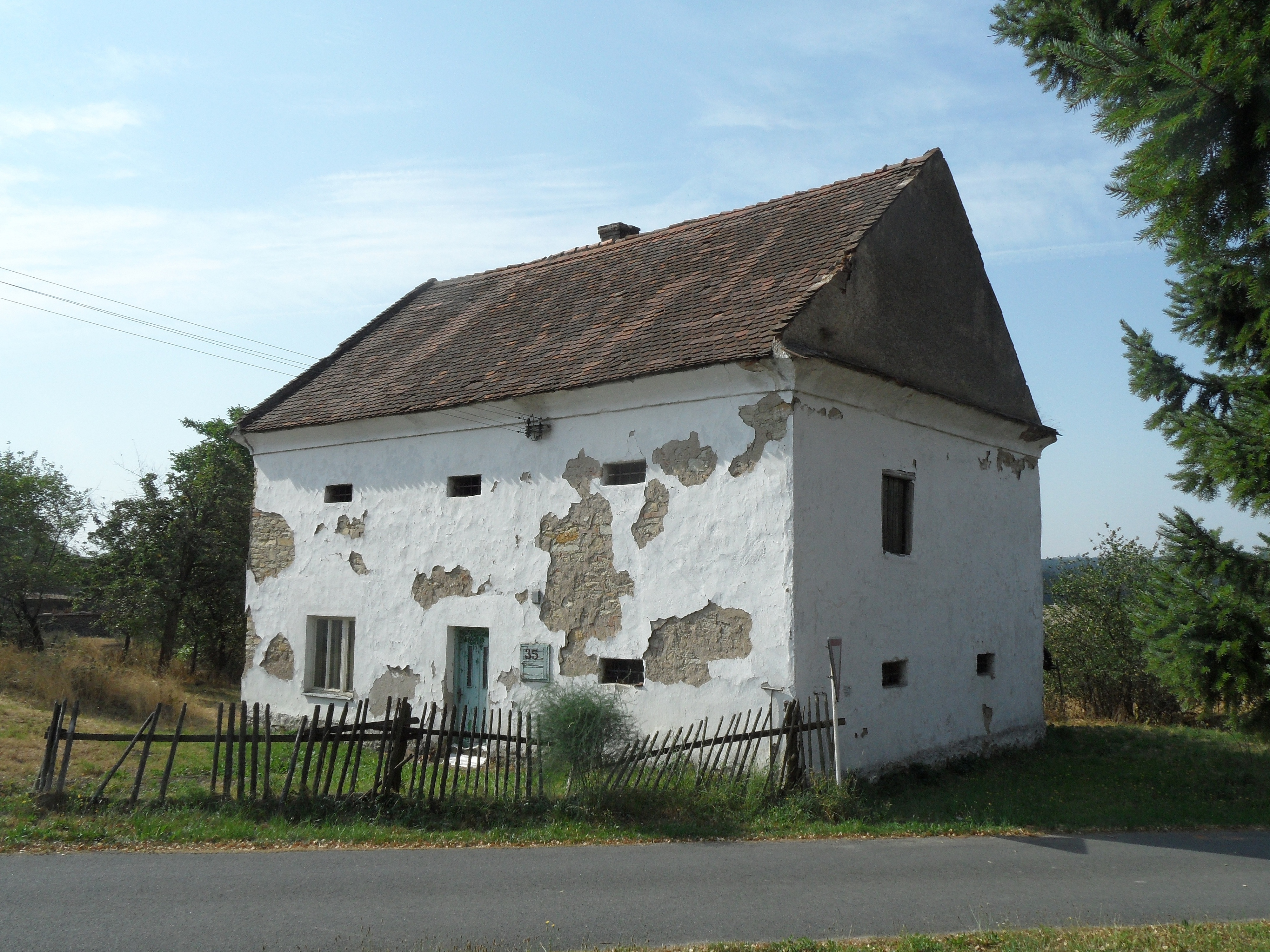
Stavení (sýpka?)